# Der Barcelona-Krimi: Absturz
Absturz ist ein deutscher Kriminalfilm von Andreas Herzog aus dem Jahr 2023. Es handelt sich um den achten Filmbeitrag zur ARD-Kriminalfilmreihe Der Barcelona-Krimi mit Clemens Schick und Anne Schäfer in den Hauptrollen der Ermittler. Im Zentrum des Films stehen Morde unter Freunden, die ein Geheimnis aus Jugendtagen verbindet. Alexander Beyer ist wiederum als Vorgesetzter der Beamten besetzt, Edita Malovčić, Nico Rogner, Christoph Gawenda und Atheer Adel als Mitglieder der Freundesclique und Renato Schuch als Freund von Xavi Bonet.
Die Erstausstrahlung des Films erfolgte am 7. Dezember 2023 im Rahmen des Donnerstags-Krimis zur Hauptsendezeit im Programm der ARD Das Erste. Degeto Film kündigte den Film mit folgenden Worten an: „Morde unter Freunden stehen im Zentrum des achten Barcelona-Krimis mit Clemens Schick und Anne Schäfer als Ermittlerduo. Ein Geheimnis aus Jugendtagen lastet wie ein Schatten auf einer Fünfer-Clique, die legendäre Partyzeiten aufleben lassen möchte. Die Schauspielerin und Sängerin Edita Malovcic spielt eine faszinierende Erfolgsfrau, die im Mittelpunkt der Aufmerksamkeit ihrer männlichen Freunde steht und mit Kommissar Bonet eine besondere Erinnerung verbindet. Raffiniert legt Regisseur Andreas Herzog ein verborgenes Geflecht von Schuldgefühlen, Denunziation und Racheplänen frei. Die sonnendurchflutete Strandkulisse Barcelonas bildet einen bildstarken Kontrast zu den Film-Noir-Elementen der Kriminalgeschichte.“

## Handlung
Die Kommissare Xavi Bonet und Fina Valent müssen in ihrem achten gemeinsamen Fall den Mord an den Fotografen Bruno Martell aufklären, der tot im Beachclub aufgefunden wurde. Die Ärztin Sofia Cardona hat sich dort mit ihren damaligen Jugendfreunden, dem IT-ler Sergi Mas, dem Schulleiter Alex Puig und dem Gastronom Marc Soler getroffen. Der Tote gehörte ebenfalls zu der Clique. Xavi Bonet, der sich privat selbst im Beachclub aufhält und mit der Clique und anderen gefeiert hat, versucht, sich ein Bild vor Ort zu machen. Marc Soler, der Besitzer des Clubs, hatte seine alte Clique eingeladen. Vor zwanzig Jahren waren die Partys des Quintetts legendär, dann hatte man sich aus den Augen verloren.
Martell hatte eine Menge Geld, 200.000 Euro, in den Club von Marc Soler gesteckt und dafür extra sein Elternhaus beliehen. Er hatte seine Karriere als Fotoreporter begonnen und war letztendlich bei Softporno-Aufnahmen gelandet. Soler hat ein Verfahren wegen Insolvenzverschleppung hinter sich und eine negative Bonitätsauskunft. Auf die Befragung durch Valent reagiert er ziemlich gereizt. Bonet kann sich nicht erinnern, woher er Sofia kennt, die ihn mit „Hi, Xavi“ anspricht. Als beide später am Strand entlanglaufen, küsst sie ihn unvermittelt.
Valent trifft indes in einer Bar auf ihren Vorgesetzten Miguel Fernandez. Sie spricht ihn darauf an, dass er die letzte Nacht im Polizeirevier verbracht habe und meint scherzhaft, ob seine Frau ihn rausgeworfen habe. Seine Antwort lässt sie zusammenzucken. Er erwidert, schön wäre es, aber seine Frau Mercedes würde ihn teilweise gar nicht mehr erkennen, sie leide seit einem Jahr an Demenz mit 47 und brauche eigentlich rund um die Uhr Betreuung.
Es gibt einen weiteren Toten, diesmal hat es Marc Soler erwischt, er wird tot am Strand gefunden; Todesursache Ertrinken. Jemand hat ihm aber zuvor Insulin in einer hohen Dosis verabreicht. Für Bonet und Valent stellt sich die Frage, ob und warum die Mitglieder der einstigen Clique sich gegenseitig umbringen. Júlia, die Tochter von Alex Puig wird von ihrem Vater mit softfotografischen Bildern, auf denen sie zu sehen ist, konfrontiert. Puig beschwört sie, dass man unbedingt herausbekommen müsse, wer diese Aufnahmen gemacht habe, die er anonym erhalten habe.
Bonet vernimmt Sofia Cardona, während Valent Alex Puig vernimmt. Puig erzählt ihr, dass die Mutter seiner Tochter ihm das Sorgerecht für das gemeinsame Kind entziehen wolle. Er habe Marc Soler gefragt, ob er vor Gericht gegen sie aussagen könne. Auch Sergi Mas, der im Rollstuhl sitzt, wird vernommen. Bonet und Valent wechseln sich bei den Befragungen ab und Bonet stellt fest, dass Puig einen Freund, den er 18 Jahre nicht gesehen habe, um eine Aussage gebeten habe, eine Falschaussage. Puig meint, das wäre für ihn die beste Option gewesen, aber Marc habe nicht gewollt. Er habe Angst um seine Konzession gehabt und sei vorbestraft, was aber niemand von ihnen gewusst habe. Valent spricht Puig darauf an, dass Marc Insulin gespritzt worden sei und er sei Diabetiker. Sergi Mas erzählt, wie es dazu kam, dass er im Rollstuhl sitzt. Sofia, Marc und die anderen hätten nach dem bestandenen Abitur eine Party auf einem alten Ausflugsdampfer organisiert. Er habe kurz zuvor seinen Tauchschein gemacht, habe ganz professionell aus der Takelage springen wollen. Das Oberdeck sei dazwischen gekommen und ein paar Monate im Krankenhaus. Sergi erzählt mit einem Unterton in der Stimme, dass seine besten Freunde sich gekümmert hätten, während Sofia aussagt, dass es mit dem Unfall von Sergi vorbei gewesen sei und sie alle ganz schnell erwachsen. Bonet will noch wissen, ob sie einen braunen Umschlag bekommen habe ohne Absender. Sofia antwortet, sie bekomme viel Post, da müsse sie erst nachschauen. Valents eingeworfene Frage, ob sie mit einem der vier Männer oder mit mehreren etwas gehabt habe, verneint Sofia. 
Valent stellt fest, dass bei beiden Todesopfern anonyme Briefe gefunden worden seien und Marc Soler mit Informationen aus Bruno Martells Brief erpresst worden sei. Nun stehe die Frage im Raum, ob auch die anderen drei Mitglieder der ehemaligen Clique anonyme Briefe erhalten haben. Als Bonet noch einmal bei Sofia nachfragen will, konfrontiert sie ihn damit, dass er ihr damals, vor vielen Jahren in der Ruine, sein Herz ausgeschüttet habe in Bezug auf seine Mutter. Alle hätten gesagt, er sei nicht schuld. Aber tief im Innern habe er gewusst, dass das nicht gestimmt habe. Und diese Stimme in ihm gehe ebenso nicht weg wie der Schmerz. Diesmal ist es Bonet der Sofia küsst. Etwas später verbrennt Sofia einen braunen Umschlag. An diesem Abend erzählt Bonet seinem Freund Antoni von seiner Mutter, mit der er sich meist nicht gut verstanden habe. Er habe sie am Telefon weggedrückt, als sie ihn angerufen habe, damit er sie vom Bus abhole. Am nächsten Morgen, als er nach Hause gekommen sei, sei die Polizei schon dagewesen. Jemand habe seine Mutter erschlagen wegen einer Handtasche in der nichts gewesen sei. Und er sei schuld daran. Er sei nicht da dagewesen.
Alex Puig ruft Sofia Cardona an, um ihr zu sagen, dass man es so machen werde. Bonet bekommt heraus, dass der Computerexperte Sergi Mas sich in den Computer von Bruno Martell eingehackt hat und so an die Fotos von Júlia gekommen ist. Ist er derjenige, der gegen seine Freunde diese Intrige gesponnen hat? Stimmt etwas mit seinem Unfall nicht? Als die Kommissare zur Sergi wollen, treffen sie auf dessen Vater Hugo. Sein Sohn habe große Ziele gehabt, freiwillig hätte er niemals Drogen genommen, er habe Taucher werden wollen. Er habe seinerzeit nach dem Unfall von Bruno Martell ein Video bekommen. Zehn Jahre lang habe Sergi es nicht geschafft, sich die Aufnahme anzusehen. Dann habe er es aber doch getan, immer wieder, bis er auf dem Video auf ein kleines Detail gestoßen sei, das ihn umgehauen habe. Das Video ende mit dem Sturz, aber bei 3:18 sollten die Kommissare ganz genau hinsehen.
Während Sofia 3,5 Millionen auf einem Schweizer Bankkonto hat, war Soler pleite. Valent ist überzeugt, dass er Sofia mit dem Video erpresst hat aus dem hervorgeht, dass sie Sergi mit Unterstützung von Alex etwas in sein Getränk getan hat. Alex Puig bittet Sergi Mas am Telefon, wie verabredet zum Leuchtturm zu kommen. Sofia will dort von Sergi wissen, warum er sich dieses erbärmliche Spiel ausgedacht habe. Er meint nur, er habe ja nicht ahnen können, dass sie sich gleich gegenseitig umbringen würden. Sofia entgegnet eiskalt, sie lasse sich von niemanden ihr Leben ruinieren, er werde gleich dort vorn von dem Steg 400 m in die Tiefe stürzen, Selbstmord! Überraschenderweise hält Alex nun Sofia die mitgeführte Pistole an die Stirn und fordert sie auf die Spritze, die sie Sergi geben wollte, wegzuwerfen. Er gibt zu, Bruno getötet zu haben, aber das sei ein Unfall gewesen, die Strafe dafür werde er absitzen. Bitter meint Alex, Sofia habe immer alles bestimmt, alle immer manipuliert. Nun sei es an der Zeit, es anders zu machen, sie springe jetzt. Bonet und Valent kommen hinzu, während Sofia immer noch wie angewurzelt da steht. Bonet bittet sie inständig, das nicht zu tun. Ein kurzes Zögern, dann lässt Sofia sich in die Tiefe fallen.

## Produktionsnotizen
Die Dreharbeiten für die Folge Absturz, deren Arbeitstitel Tanzende Puppen war, erfolgten zeitgleich mit den Dreharbeiten für die vorhergehende Episode Totgeschwiegen im Zeitraum 14. März bis 11. Mai 2023 und fanden in Barcelona statt. Die Aufnahmeleitung lag bei Sebastian Gosch und in Spanien bei Sara Barberán, die Produktionsleitung bei Anna Tabernero (Spanien) und Sandra Moll für die ARD Degeto. Die Herstellungsleitung hatten Michael Jungfleisch und Konstantinos Kapsalos sowie für Spanien Jordi Utset inne. Es handelt sich um eine Produktion von Sommerhaus in Zusammenarbeit mit Acebo Film S.L. für Frescofilm im Auftrag und für die ARD Degeto.
Im Film erklingt unter anderem das Lied: Sour Times von der Band Portishead.

## Rezeption

### Kritik
Tilmann P. Gangloff bewertete den Film für tittelbach.tv mit vier von sechs möglichen Sternen und führte aus, dass dieser achte ‚Barcelona-Krimi‘ „neben dem guten Ensemble vor allem wegen der optischen Gestaltung sehenswert“ sei. Der Krimi sei „gerade im Vergleich“ zu der vorhergehenden Folge ‚Totgeschwiegen‘ „ein ausgezeichnetes Beispiel dafür, wie sehr Kameraarbeit, Schnitt und Musik die Anmutung eines Films prägen“ würden. „Die Kamera, im letzten Film eher eine Beobachterin“, sei diesmal „ungleich agiler und den Figuren ständig auf den Fersen. Knalliger Knüller, zumindest in optischer Hinsicht“, sei allerdings „die kräftige Farbgebung.“ Gangloff schrieb, dass der Komponist Chris Bremus „einen maßgeblichen Anteil daran“ habe, dass dieser Film und der vorhergehende „kaum unterschiedlicher“ hätten sein können „und das nicht nur wegen des Inhalts“. „Sehenswert“ sei auch „das Ensemble; die Mitglieder der Clique“ seien „mit Ausnahme von Edita Malovčić nicht prominent, aber interessant besetzt“. „Sympathisch“ sei auch „die Idee, den Chef (Alexander Beyer) des Duos aus dem Schatten treten zu lassen und unerwartete Einblicke in sein Privatleben zu gewähren“.
Wilfried Geldner befasste sich für das Fernsehmagazin Prisma mit dem Film und stellte fest, dass es im Film erst „wirklich ernst“ werde, als Sofia ihm „die traurige Geschichte seiner Mutter“ entlocke. „Dieser Xavi mit seinem stählernen Blick und seinen Selbstzweifeln“ sei „sich das Beste an den Barcelona-Krimis im Ersten“. „Der Plot“ des Films hingegen sei „eher allzu verzwickt“. Dass „nun im Strandclub späte Rache im Spiel sein könnte“, lasse „sich erahnen, ohne zu viel vorwegzunehmen“. Dieser achte Film der Reihe habe „nicht unbedingt in der verzweigten Story seine Stärken“. Doch immerhin vermittle er „mit seiner Partydramaturgie atmosphärisch dicht ein Zeitgeist- und Lebensgefühl, das stimmig“ sei. Auch könne der „metaphorische Titel ‚Absturz‘ nicht zutreffender sein“.
Der Elternratgeber für TV, Streaming & YouTube Flimmo meinte, Kinder könnten die „sehr verworrene Handlung nicht nachvollziehen. Insbesondere die Darstellung von Leichen, Morden und einem Suizid“ könnten „Kinder stark belasten“.
Für die Seite film-rezensionen.de setzte sich Oliver Armknecht mit der achten Folge des Krimireihe auseinander, der er fünf von zehn möglichen Punkten gab. Armknecht führte aus, der Inhalt des Films sei „natürlich weniger ambitioniert“ als in der Folge zuvor. Dafür habe man versucht, „anderweitig groß aufzutrumpfen“. Der achte Teil der ARD-Krimireihe werde „als Film Noir verkauft“, man wolle da „an vergangene Genregrößen anknüpfen. Zuviel sollte man sich hiervon aber nicht erhoffen“. Es stimme zwar schon, dass der Barcelona-Krimi: Absturz „diverse typische Elemente“ einbaue. So wirklich gehe „das Ganze aber nicht auf“. So sei gerade Sofia „dermaßen überzogen, dass es mehr wie eine Parodie“ wirke. Auch sonst versuche man sich „mit bedeutungsschwangeren Dialogen, die an der Grenze zum unfreiwillig Komischen“ seien. „Visuell“ sei der Film „durchaus ansprechend, gerade auch durch den Wechsel von den berauschten Partyszenen hin zu den flirrenden Strandaufnahmen“. Wer „dafür empfänglich“ sei, könne hier „also schon einschalten und sich anderthalb Stunden lang von dieser Bilderflut mittragen lassen, die eine reizvolle Mischung aus Freiheit und Beklemmung“ vermittle. Fazit: „Wie schon beim Vorgänger gilt es auch in ‚Der Barcelona-Krimi: Absturz‘, Geheimnisse einer weit zurückliegenden Vergangenheit aufzuklären. Inhaltlich ist das wenig interessant. Wie so oft auf diesem Programmplatz sind es eher die Bilder, die zum Einschalten motivieren. Teilweise ist auch die Atmosphäre geglückt, wenngleich die Arbeit mit den Film-Noir-Elementen zuweilen unfreiwillig komisch wird.“
Oliver Alexander rezensierte den Film für Quotenmeter.de und schrieb, dass der Film „insgesamt enttäuscht“ und dies „nicht zuletzt wegen seiner allzu vollmundigen Ankündigung, da es ihm nicht“ gelinge, „die versprochenen Film-noir-Elemente effektiv umzusetzen“. Die „laue Geschichte und ide mangelnde Integration von Spannungselementen“ machten „den Film zu einer enttäuschenden Erfahrung, die weit hinter den Erwartungen“ zurückgeblieben sei. Es fehle an „der nötigen Tiefe und Originalität, um sich von anderen Krimis abzuheben und das Publikum nachhaltig zu beeindrucken“. „Die Charaktere, einschließlich des Ermittlerduos“, blieben dabei „merkwürdig oberflächlich und wenig durchdringend, was es dem Publikum“ erschwere, eine „Verbindung zu den Figuren aufzubauen oder in ihre Welt einzutauchen“. Die „Kriminalgeschichte, die auf Schuldgefühlen, alten Kränkungen und Racheplänen basiert“, verliere sich „in einer eher vorhersehbaren und klischeehaften Entwicklung. Die Wendungen, die den Zuschauer fesseln sollten“, wirkten „erzwungen“ und böten „wenig Überraschung“.

### Einschaltquote
Bei seiner Erstausstrahlung am 7. Dezember 2023 schalteten den Film 5,19 Millionen Zuschauer ein, was einem Marktanteil von 20,7 Prozent entsprach. Der Film stand vorab ab dem 5. Dezember 2023, 10:00 Uhr, in der ARD-Mediathek zur Verfügung.